# Эльбасани
«Эльбасани» (алб. KF Elbasani) — албанский футбольный клуб из города Эльбасан, выступающий в Первом дивизионе Албании. Основан в 1923 году путём слияния команд «Афердита Эльбасан» и «Перпарими Эльбасан». Домашние матчи проводит на стадионе «Эльбасан Арена», вмещающем 12 500 зрителей. В разные годы клуб носил названия «Клуби Футболит Урани Эльбасан», «Скампа Эльбасан», «Башкими», «Пуна Эльбасан» и «Лабиноти Эльбасан» (1958—1991).

## Достижения
- Чемпион Албании (2): 1983/84, 2005/06
- Обладатель Кубка Албании (2): 1975, 1992
- Обладатель Суперкубка Албании по футболу (1) : 1992

## Европейские соревнования
Клуб неоднократно участвовал в Лиге чемпионов УЕФА и Кубке УЕФА.
| Сезон   | Турнир                      | Раунд | Страна                  | Клуб    | Дома | В гостях |
| ------- | --------------------------- | ----- | ----------------------- | ------- | ---- | -------- |
| 1984/85 | Кубок европейских чемпионов | 1R    | Флаг Дании              | Люнгбю  | 0-3  | 0-3      |
| 2005/06 | Кубок УЕФА                  | 1QR   | Флаг Северной Македонии | Вардар  | 1-1  | 0-0      |
| 2006/07 | Лига чемпионов УЕФА         | 1QR   | Литва                   | Экранас | 1-0  | 0-3      |

- 1QR = 1-й квалификационный раунд
- 1R = 1-й раунд

## Тренеры
- Илир Дайя (2005—июль 2007)[1][2]
- Луан Делиу (Luan Deliu; до 24 декабря 2006)
- Эдмонд Гездари (Edmond Gëzdari; 24 декабря 2006—2007)
- Кренар Алимехмети (2007—2008)
- Мирел Йоса (24 августа 2008 — 6 февраля 2009)
- Кренар Алимехмети (1 июля 2010 — 24 декабря 2010)
- Эсад Каришик (23 декабря 2010 — 27 февраля 2011)
- Илирьян Филья (февраль 2011 — сентябрь 2014)
- Мухаррем Дости (сентябрь 2014 — май 2017)
- Эриол Мерхи (июль 2017—2018)
- Элвис Которри (сентябрь 2018 — февраль 2019)
- Марсид Душку (март 2019 — август 2019)
- Шкёлтйим Лиешанаку (август 2019 -)